# Strada statale 467 di Scandiano
La ex strada statale 467 di Scandiano (SS 467), ora strada provinciale 467 R di Scandiano (SP 467 R) in provincia di Reggio Emilia e strada provinciale 467 R Nuova Pedemontana (SP 467 R) in provincia di Modena, è una strada provinciale italiana che collega Reggio nell'Emilia con il polo industriale a sud di Modena.
Costituisce un importante asse di comunicazione tra Reggio Emilia e Scandiano, ma soprattutto tra le industrie dei capoluoghi all’importante distretto ceramico reggiano-modenese. Ecco perché è percorsa giornalmente da un elevato numero di mezzi pesanti.

## Storia
La strada statale 467 venne istituita nel 1964 con il seguente percorso: "Innesto Strada statale n. 63 «del Valico del Cerreto» a Reggio Emilia - Scandiano - Sassuolo - Spezzano (frazione di Fiorano Modenese) - innesto Strada statale n. 12 «dell'Abetone e del Brennero» a Maranello."
Nel 1988, contemporaneamente alla deviazione della SS 12 su un nuovo tracciato, la strada venne prolungata da Maranello (sul vecchio tracciato della SS 12) a Pozza (sul nuovo tracciato); il tratto acquisito dalla SS 467 era stato parte fino ad allora della SS 569.
In seguito al decreto legislativo n. 112 del 1998, dal 2001 la gestione è passata dall'ANAS alla Regione Emilia-Romagna, che ha provveduto al trasferimento dell'infrastruttura al demanio della Provincia di Reggio Emilia e della Provincia di Modena per le tratte territorialmente competenti.

## Percorso
La strada ha origine a Reggio nell'Emilia dall'innesto sulla strada statale 9 Via Emilia. Proseguendo in direzione sud-est attraversa numerose frazioni e raggiunge i comuni di Scandiano e Casalgrande, prima di entrare nel territorio della provincia di Modena varcando il fiume Secchia: da qui in poi è necessario distinguere per chiarezza fra due tracciati differenti tra di loro.
- primo tracciato storico ANAS: attraversava le frazioni di Sant’Antonino e Veggia, nel comune di Casalgrande, per poi entrare in Provincia di Modena tramite il vecchio ponte di Veggia e attraversare i centri abitati di Sassuolo (via Radici in Monte, via Mazzini, via Adda), Fiorano Modenese (via Statale ovest, via Vittorio Veneto, via Statale est) e Spezzano (via Flumendosa, via Statale), per terminare a Maranello (via Claudia) alla progressiva chilometrica 29+414 presso il noto incrocio con le SS 12 (via Abetone superiore e via Abetone inferiore) e SS 569 (via per Vignola).
- variante esterna ai centri abitati posta più a nord del tracciato storico: per eliminare l'insostenibile traffico gravante sui centri dei comuni sopra descritti, a partire dagli anni settanta del XX secolo vennero realizzati a cura e spese della Provincia di Modena: un primo tratto dal confine con la provincia di Reggio Emilia (progressiva km 20,600), poco prima di Sant’Antonino, fino a Fiorano Modenese in prossimità della SP 16; era compreso anche un nuovo ponte sul fiume Secchia (ponte di Villalunga, inaugurato nel 1979) e uno svincolo con la variante alla ex SS 486 di Montefiorino verso l’Appennino. Un secondo tratto da Fiorano Modenese a Pozza di Maranello (progressiva km 31,850) venne realizzato a partire dal 1983 in poi.

Quando fu terminato e posto in servizio tutto il nuovo tracciato dal km 20,600 al km 31,850, ANAS S.p.A. acquisì dalla Provincia di Modena la gestione dell'opera, procedendo contestualmente a declassare a strade comunali tutto il tracciato storico Sassuolo - Maranello. La variante assumeva a sua volta il medesimo nome: SS 467 di Scandiano. Per effetto del succitato provvedimento in provincia di Modena la strada divenne SP 467 di Scandiano, poco dopo modificato in SP 467 Nuova Pedemontana; in località Pozza di Maranello si innesta mediante rampe con la SS 12 dell'Abetone e del Brennero.
Il 24 luglio 2009 la Provincia di Modena inaugurò e aprì al traffico il proseguimento della SP 467 (vedi qui): si trattava del tratto terminale della SP Nuova Pedemontana. Quel nuovo tracciato supera il torrente Tiepido e si innesta sulla ex SS 569 di Vignola in località Solignano Nuovo. Da notare che la fine della SP 467 (km 31,850) coincide con la fine della SP Nuova Pedemontana (km 15,628: dato fornito dalla Provincia di Modena e non attendibile, poiché nella realtà il medesimo ente proprietario della strada ha installato a Pozza di Maranello la tabella di progressiva chilometrica 16); non esiste soluzione di continuità tra le due arterie viarie.
Il 17 dicembre 2010 anche la Provincia di Reggio Emilia ha aperto una variante a scorrimento veloce del tratto storico, che si ricollega in località Dinazzano con la variante degli anni settanta, taglia fuori Casalgrande e la frazione di Chiozza, e termina a sud-est di Scandiano, dove prosegue idealmente con la variante al centro abitato che continua come SP 37, asse pedemontano che tocca i principali comuni pedecollinari della provincia Reggiana. Il tratto è stato realizzato con fondi ANAS ed è stato successivamente ceduto in gestione alla stessa provincia. Dopo l’inaugurazione della Pedemontana reggiana quindi, risulta ammodernato il tratto di statale da Scandiano fino al suo termine a Pozza di Maranello.
È attualmente quindi allo studio un’ipotesi di ammodernare l’ultimo tratto, che dal capoluogo reggiano conduce alla popolosa città di Scandiano, spesso molto congestionato da mezzi, anche pesanti, che attraversano le varie frazioni.
Dal 2023 sono in corso i lavori di costruzione di una variante all’abitato di Fogliano, finanziati dal Comune di Reggio Emilia, che da anni soffre di problemi di inquinamento e traffico. La variante si innesterà direttamente dalla SS 722 Var (Tangenziale sud/est) e taglierà fuori il centro abitato per poi ricongiungersi con una rotatoria nel rettilineo tra Fogliano e Bosco. Il progetto è diviso in due stralci, il primo dovrebbe terminare nei primi mesi del 2025 e prevede il collegamento tra il rettilineo poco dopo la frazione e la SP 66, presso Due Maestà. Una volta finiti i lavori del primo stralcio, il comune provvederà ad appaltare i lavori per il secondo, che prevedono il prosieguo della variante e l'allacciamento con la Tangenziale sud-est.